# Chiesa della Beata Vergine del Soccorso (Cormons)
La chiesa della Beata Vergine del Soccorso, conosciuta anche come chiesa di Sant'Anna è un edificio di culto cattolico situato alle pendici del Mont Quarin a Cormons, in provincia ed arcidiocesi di Gorizia.

## Storia
La costruzione della chiesa iniziò nel 1693, per volontà del barone Luca del Mestri, parroco di Cormons e arcidiacono di Gorizia, andando a sostituire la chiesa dedicata a San Pietro, demolita nel 1525 insieme a parte del castello presente sul colle.

## Descrizione
La facciata della chiesa ricorda lo stile del tardo rinascimento. Rispetto ad oggi, l'esterno ha avuto una sostanziale modifica: dinanzi alla chiesa vi era stato costruito un grande porticato che avrebbe dovuto unire la chiesa ad un convento per i Domenicani. Il porticato rimase fino al 1889 quando, per un cedimento del terreno, il dottor Waiz, erede dei Del Mestri, lo demolì erigendo l'attuale contrafforte a sostegno dell'edificio.
L'interno della chiesa è semplice. Di pregio l'altare maggiore in legno, risalente all prima metà del secolo XVII: è ricco, brillante, conforme al gusto barocco italo-germanico. A lato vi sono le statue lignee di San Pietro e di Sant'Anna con la Madonna Bambina. L'altare di destra, in legno lavorato ed indorato, è dedicato all'Annunziata, la cantoria e l'armadio dell'organo paiono di una scuola più tarda. La chiesa subì molte razzie, dalle truppe napoleoniche che al depredarono di ogni oggetto di valore e dell'oro votivo, fino a questi ultimi anni in cui sono stati rubati quadri, statue e cassepanche.